# Giuseppe Molinari (politico 1954)
Giuseppe Molinari (Potenza, 27 marzo 1954) è un politico italiano.

## Biografia
Ultimo segretario della Democrazia Cristiana lucana, nel 1994 aderisce al Partito Popolare Italiano e nel 1996 è eletto per la prima volta alla Camera nelle file de L'Ulivo. Riconfermato nel 2001, aderisce a La Margherita con il ruolo di Segretario Amministrativo della Margherita alla Camera.
Dopo la mancata rielezione nel 2006, passa all'Unione di Centro, ma non è eletto.
Passa allora a Il Popolo della Libertà, con il quale si candida a sindaco di Potenza in occasione delle elezioni comunali del 2009: viene sconfitto al secondo turno dal candidato del centro-sinistra Vito Santarsiero, che ottiene il 59,3% dei voti.